# تذوق القهوة (مهنة)

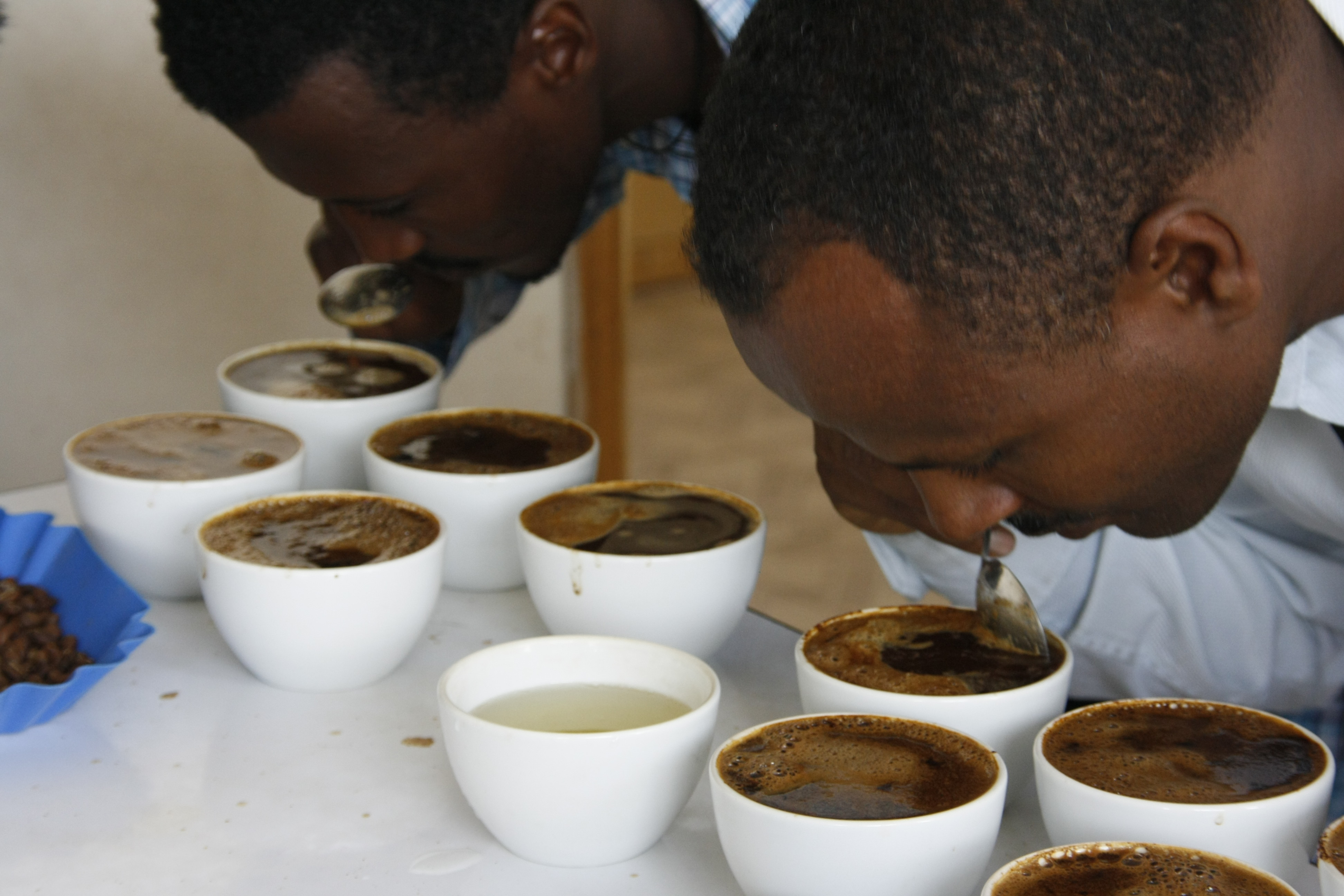
متذوقان للقهوة أثناء مرحلة استنشاقها

تذوق القهوة (Coffee cupping or Coffee tasting) تعني تفحص مذاق ورائحة القهوة المحمصة. وهي ممارسة مهنية، يمكن القيام بها بشكل غير رسمي من قبل أي شخص أو من قبل متخصصين يعرفون باسم "Q Graders". يتضمن الإجراء الأمثل لتذوق القهوة استنشاق القهوة بعمق أولًا، ثم ارتشافها بصوت عالٍ حتى تنتشر في الجزء الخلفي من اللسان. وعادةً يحاول متذوق القهوة قياس جوانب مذاق القهوة، وتحديدًا القوام والملمس مثل الزيوت، والحلاوة، والحموضة (التي تمثل شعور حاد ورائع يشبه قضم برتقالة)، والنكهة. وأخيرًا المذاق بشكل عام، وعبر تلك الإجراءات يستطيع متذوق القهوة تحديد مصدر القهوة والمنطقة التي زرعت فيها.